# Камут, Мозес
Мо́зес Каму́т (англ. Moses Kamut; 7 июля 1982, остров Танна) — легкоатлет, представляющий на международных стартах Вануату. Участник двух Олимпийских игр.

## Биография
В начале двухтысячных Мозес Камут завоевал несколько медалей на континентальном уровне как на чемпионате Океании, так и на Тихоокеанских играх.
В 2004 году получил право выступить на Олимпиаде в Афинах, где он стал знаменосцем сборной Вануату на церемонии открытия Игр. В спортивной части Олимпиады Камут выступал только на четырёхсотметровке. В своём забеге он показал результат 48,14, что явилось для него личным рекордом, но занял в своём забеге последнее место и прекратил борьбу.
Через четыре года Камут стартовал на дистанции 100 метров. В предварительном забеге он бежал вместе с легендарным Усейном Болтом и показал результат 10,81, заняв седьмое место, финишировав раньше спортсмена из Соломоновых Островов.
За свою карьеру принимал участие в двух чемпионатах мира — в Хельсинки и в Осаке. Оба раза он стартовал на дистанции 400 метров и прекращал борьбу в первом раунде.